# Lycium humile
Lycium humile ist eine Pflanzenart aus der Gattung der Bocksdorne (Lycium) in der Familie der Nachtschattengewächse (Solanaceae).

## Beschreibung
Lycium humile ist ein niederliegender Zwergstrauch, der Wuchshöhen von 0,2 m erreicht. Seine Laubblätter sind sukkulent und unbehaart oder mit kurzen Haaren besetzt. Die Länge der Blätter erreicht 2 bis 16 mm, die Breite 1 bis 4 mm.
Die Blüten sind zwittrig und fünfzählig. Der Kelch ist röhrenförmig und unbehaart. Die Kelchröhre wird 0,5 bis 7,2 mm lang und ist mit 1 bis 2 mm langen Kelchzipfeln besetzt. Die Krone ist trichterförmig und weiß gefärbt. Die Kronröhre ist 12 bis 15,5 mm lang, die Kronlappen 2,5 bis 3,5 mm. Die Staubfäden sind an der Basis mit wenigen Trichomen behaart.
Die Frucht ist eine rote, kugelförmige Beere, sie wird 7 mm lang, 8 mm breit und enthält pro Fruchtknotenfach etwa 20 Samen.

## Vorkommen
Die Art ist in Südamerika verbreitet und kommt dort in den argentinischen Provinzen Catamarca, Jujuy und Salta sowie in den chilenischen Regionen Antofagasta, Atacama und Tarapacá vor.

## Belege
- J.S. Miller und R.A. Levin: Lycium humile. In: Project Lycieae